# Bothrops
Bothrops är ett släkte av ormar som ingår i familjen huggormar.
Storleken varierar mycket inom släktet. Några arter blir upp till 75 cm långa och andra arter når en längd upp till 2,5 meter. Dessa ormar förekommer i Central- och Sydamerika. Även valet av habitat skiljer sig mellan olika arter. De kan hittas i öknar, i gräsmarker, i olika slags skogar och i odlade regioner. Arter som lever i torra skogar vistas vanligen nära vattendrag eller insjöar. Dessa ormar äter ödlor, groddjur, småfåglar och mindre däggdjur. Det giftiga bettet medför i flera fall människans död. På grund av sitt kamouflage upptäcks ormarna ofta för sent. Honor föder levande ungar (ovovivipari).

## Dottertaxa tillBothrops, i alfabetisk ordning[1]
- Bothrops alcatraz
- Bothrops alternatus
- Bothrops ammodytoides
- Bothrops andianus
- Bothrops asper
- Bothrops atrox
- Bothrops barnetti
- Bothrops brazili
- Bothrops caribbaeus
- Bothrops colombianus
- Bothrops colombiensis
- Bothrops cotiara
- Bothrops erythromelas
- Bothrops fonsecai
- Bothrops iglesiasi
- Bothrops insularis
- Bothrops itapetiningae
- Bothrops jararaca
- Bothrops jararacussu
- Bothrops jonathani
- Bothrops lanceolatus
- Bothrops leucurus
- Bothrops lojanus
- Bothrops marajoensis
- Bothrops moojeni
- Bothrops muriciensis
- Bothrops neuwiedi
- Bothrops pictus
- Bothrops pirajai
- Bothrops sanctaecrucis
- Bothrops venezuelensis